# Shettleston Chess Club
Shettleston Chess Club – szkocki klub szachowy z Glasgow, zdobywca Richardson Cup w 1984 roku.

## Historia
Klub został założony pod koniec 1944 roku i początkowo liczył 34 członków. W 1957 roku klub wygrał Spens Cup, pokonując w finale 5:2 Yarrow Chess Club. Cztery lata później zespół uległ w finale tegoż pucharu Clackmannan County Chess Club 2,5:4,5. W 1977 roku Shettleston ponownie grał w finale Spens Cup, ulegając Glasgow University Chess Club. W sezonie 1983/1984 klub zdobył Richardson Cup po wygraniu w finale 5,5:2,5 z Cathcart Chess Club. W barwach Shettleston Chess Club w tamtym meczu wystąpili Graham Morrison, Douglas Bryson, Andrew Muir, J. Doyle, Douglas Griffin, L.T. Melvin, M. Reid i A. Sharp. W 2002 roku po raz drugi zespół zdobył Spens Cup, wówczas wygrywając finał 5:1 z Phones Chess Club. W 2013 roku klub połączył się z Crowwood Chess Club, tworząc Stepps Chess Club.